# Hongshui, Minle
Hongshui (kinesiska: 洪水) är en köping i nordvästra Kina. Den ligger i Minle härad i staden Zhangye i provinsen Gansu, omkring 380 kilometer nordväst om provinshuvudstaden Lanzhou. 